# Hiribilithi, Channarayapatna
Hiribilithi là một làng thuộc tehsil Channarayapatna, huyện Hassan, bang Karnataka, Ấn Độ.